# Resultados do Carnaval de Macaé em 2014
Resultados do Carnaval de Macaé  em 2014. A apuração ocorreu no dia 4 de março .

## Grupo Especial
| Posição | Escolas                  | Pontos | Ref.  | Classificação ou rebaixamento |
| ------- | ------------------------ | ------ | ----- | ----------------------------- |
| 1       | Império da Barra         | 197.3  | [ 1 ] | Campeã do Carnaval 2014       |
| 2       | Unidos dos Bairros       | 196.9  | [ 1 ] |                               |
| 3       | Princesinha do Atlântico | 195.9  | [ 1 ] |                               |
| 4       | Acadêmicos da Aroeira    | 195    | [ 1 ] |                               |
| 5       | Pulo do Gato             | 192.9  | [ 1 ] |                               |
| 6       | Acadêmicos do Lagomar    | 189.8  | [ 1 ] | Desce para o Grupo 1 2015     |

## Grupo  1
| Posição | Escolas              | Pontos | Ref.  | Classificação ou rebaixamento |
| ------- | -------------------- | ------ | ----- | ----------------------------- |
| 1       | Foliões das Malvinas | 179.4  | [ 1 ] | Sobe para o Especial 2015     |
| 2       | Arco Íris            | 179    | [ 1 ] |                               |
| 3       | Unidos da Vila       | 177.3  | [ 1 ] |                               |
| 4       | Unidos do Barreto    | 177.2  | [ 1 ] |                               |
| 5       | União do Miramar     | 175.6  | [ 1 ] |                               |
| 6       | Castelo Imperial     | 175.1  | [ 1 ] |                               |